# FK Voždovac
FK Voždovac är en professionell fotbollsklubb från Belgrad i Serbien.

## Historia
Klubben bildades 1912 under namnet SK Dušanova. Klubbens namn tog man från en förort till Belgrad, där klubben bildades. 1929 bytte laget namn till Voždovački SK. Största framgången var när laget vann League Belgrad II 1933/34. Under säsongen 1963/64 vann man den jugoslaviska tredjeligan.
1973 gick en annan lokal klubb i konkurs, Sloboda Belgrad. Kommunen beslutade då att lämna över Sloboda Belgrads hemmaplan till Voždovac, som då bytte namn till det nuvarande FK Voždovac. Lagets första framgång kom när man segrade i Belgrads FA-cup 1975. Under de efterföljande tre decennierna spelade Voždovac mestadels i de lägre divisionerna tills säsongen 2003/04 då man vann Serbian League Belgrad obesegrade, och flyttades upp till den serbiska andraligan.
28 juni 2005 slogs klubben ihop med FK Železnik, som spelade i Serbien och Montenegros högstaliga och klubben lyckades sensationellt sluta trea och kvalificerade sig för första gången för spel i Europacuperna. Klubbens dåliga ekonomiska situation gjorde dock att ledningen beslutade att inte medverka i Europaspel. Klubben blev senare degraderade men spelar sedan 2013/14 i Serbiska superligan.

## Meriter
Serbian Republic League
- Vinnare: 1964

Serbian League Belgrad
- Vinnare: 2004, 2012

## Tidigare spelare
Det här är en lista över landslagsspelare i Voždovac.
| - Mario Božić - Vladan Grujić - Nermin Haskić - Nemanja Supić - Tome Kitanovski - Darko Božović - Đorđije Ćetković - Mladen Kašćelan - Adam Marušić - Dušan Anđelković - Stefan Babović | - Nikola Beljić - Nikola Đurđić - Miloš Kolaković - Slobodan Marković - Dejan Milovanović - Aleksandar Pantić - Radovan Radaković - Dejan Rađenović - Dragan Šarac - Aleksandar Živković - Marko Dević |